# AFC-elnök kupája
Az AFC-elnök kupája (angolul: AFC President's Cup) egy megszűnt, az AFC által kiírt nemzetközi labdarúgókupa volt.
A tornát 2005 és 2014 között tíz alkalommal rendezték meg.
A legsikeresebb csapat a tádzsik Regar TadAZ 3 győzelemmel. 

## Eredmények
| Év             | Rendező       |                      | Döntő                | Döntő                | Döntő                                                                         |  | Elődöntők vesztesei (Nem rendeztek bronzmérkőzést) |
| Év             | Rendező       | Győztes              | Eredmény             | Döntős               |                                                                               |  | Elődöntők vesztesei (Nem rendeztek bronzmérkőzést) |
| 2005 Részletek | Nepál         | Regar TadAZ          | 3–0                  | Dordoj               | Blue Star Three Star Club                                                     |  |                                                    |
| 2006 Részletek | Malajzia      | Dordoj               | 2–1 (h.u.)           | Vahs                 | Khemara Tatung                                                                |  |                                                    |
| 2007 Részletek | Pakisztán     | Dordoj               | 2–1                  | Mahendra Police Club | Ratnam Regar TadAZ                                                            |  |                                                    |
| 2008 Részletek | Kirgizisztán  | Regar TadAZ          | 1–1 (h.u., 4–3 b.u.) | Dordoj               | FC Aşgabat Mahendra Police Club                                               |  |                                                    |
| 2009 Részletek | Tádzsikisztán | Regar TadAZ          | 2–0                  | Dordoj               | FC Aşgabat WAPDA                                                              |  |                                                    |
| 2010 Részletek | Mianmar       | Yadanarbon           | 1–0 (h.u.)           | Dordoj               | HTTU Aşgabat Vahs                                                             |  |                                                    |
| 2011 Részletek | Tajvan        | Taiwan Power Company | 3–2                  | Phnom Penh Crown     | Balkan Neftcsi Kocskor Ata (A második csoportkör 2. helyezettjei.)            |  |                                                    |
| 2012 Részletek | Tádzsikisztán | Isztiklol            | 2–1                  | Markaz               | Dordoj Taiwan Power Company (A második csoportkör 2. helyezettjei.)           |  |                                                    |
| 2013 Részletek | Malajzia      | Balkan               | 1–0                  | KRL                  | Ercsim Hilal Al-Quds (A második csoportkör 2. helyezettjei.)                  |  |                                                    |
| 2014 Részletek | Srí Lanka     | HTTU Aşgabat         | 2–1                  | Rimjongszu           | Manang Marshyangdi Club Sheikh Russel (A második csoportkör 2. helyezettjei.) |  |                                                    |

- h.u. – hosszabbítás után
- b.u. – büntetők után

## Ranglista klubonként
| Csapat                    | Győztes | 2. hely |
| ------------------------- | ------- | ------- |
| Regar TadAZ               | 3       | -       |
| Dordoj                    | 2       | 4       |
| Isztiklol                 | 1       | -       |
| Yadanarbon                | 1       | -       |
| Taiwan Power Company      | 1       | -       |
| Balkan                    | 1       | -       |
| FC HTTU                   | 1       | -       |
| Mahendra Police Club      | -       | 1       |
| VahS                      | -       | 1       |
| Phnom Penh Crown          | -       | 1       |
| Markaz                    | -       | 1       |
| KRL                       | -       | 1       |
| Rimjongszu Sportegyesület | -       | 1       |

## Ranglista országonként
| # | Ország        | Győztes | Döntős |
| - | ------------- | ------- | ------ |
| 1 | Tádzsikisztán | 4       | 1      |
| 2 | Kirgizisztán  | 2       | 4      |
| 3 | Türkmenisztán | 2       | 0      |
| 4 | Mianmar       | 1       | 0      |
| 4 | Tajvan        | 1       | 0      |
| 6 | Kambodzsa     | 0       | 1      |
| 6 | Nepál         | 0       | 1      |
| 6 | Pakisztán     | 0       | 1      |
| 6 | Palesztina    | 0       | 1      |
| 6 | Észak-Korea   | 0       | 1      |